# Beloslav (huyện)
Beloslav là một huyện thuộc tỉnh Varna, Bungaria. Dân số thời điểm năm 2001 là 11131 người.